# Hofanlage Uhlhorn
Die Hofanlage Uhlhorn in Dötlingen-Uhlhorn, Bundesstraße 213 Nr. 30, nordöstlich vom Kern stammt aus dem 19. Jahrhundert.
Aktuell (2023) wird sie seit 1986 landwirtschaftlich als Betrieb für Garten- und Landschaftsbau genutzt.
Die Gebäude stehen unter Denkmalschutz (siehe auch Liste der Baudenkmale in Dötlingen).

## Beschreibung
Die Hofanlage unter markantem Baumbestand besteht aus:
- dem eingeschossigen giebelständigen Wohn- und Wirtschaftsgebäude aus der Mitte des 19. Jahrhunderts als Zweiständer-Hallenhaus in Fachwerk mit sichtbaren Steinausfachungen, Krüppelwalmdach mit Niedersachsengiebel und Uhlenloch,
  - dem traufseitigen südlichen Anbau am Wirtschaftsgiebel mit sichtbaren Steinausfachungen und mit Satteldach,
- der eingeschossigen Scheune aus der Mitte des 19. Jahrhunderts in Fachwerk mit Satteldach verbrettertem Giebel und Querdurchfahrt mit
  - dem offenen Schuppenanbau in verbohltem Fachwerk mit Satteldach und
- den weiteren nicht denkmalgeschützten Nebengebäuden.

Das Landesdenkmalamt befand: „… geschichtliche Bedeutung … als beispielhafte Hofanlage des 19. Jhs. … .“